# Hubert Coppenrath
Hubert Coppenrath (ur. 18 października 1930 w Papeete, zm. 31 lipca 2022 tamże) – polinezyjski duchowny katolicki. Arcybiskup Papeete od 1999 do 2011.

## Życiorys
Święcenia kapłańskie otrzymał 27 czerwca 1957 roku. 

## Episkopat
21 listopada 1997 roku papież Jan Paweł II mianował go arcybiskupem koadiutorem Papeete. Sakry biskupiej udzielił mu 21 lutego 1998 roku arcybiskup Michel Coppenrath. W dniu 4 czerwca 1999 po przejściu poprzednika na emeryturę, objął archidiecezję Papeete. Na katedrze arcybiskupiej zastąpił swojego rodzonego brata Michela-Gasparda Coppenrata, co jest sytuacją rzadką. W dniu 31 marca 2011 roku papież Benedykt XVI odwołał go z tego stanowiska, ze względu na wiek.